# Departament Nippes
Departament Nippes – jeden z dziesięciu departamentów Haiti, utworzony we wrześniu 2003 roku w wyniku podziału departamentu Grand'Anse. Stolicą departamentu jest miasto Miragoâne.
Departament dzieli się na trzy arrondissements:
- Miragoâne
- Anse-à-Veau
- Baradères